# Otakar Cochlar

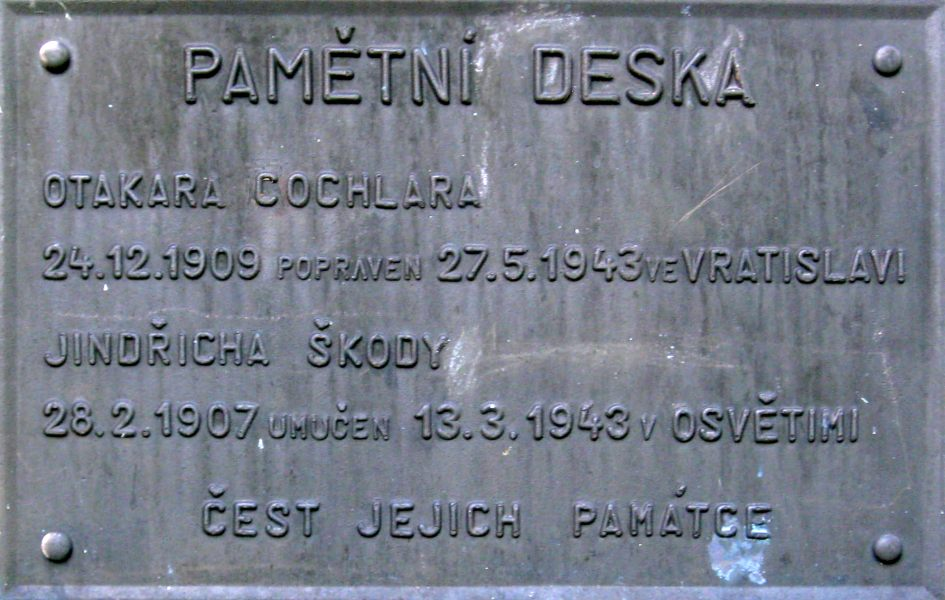
Památník umučeným učitelům Otakarovi Cochlarovi a Jindřichu Škodovi v Návsí (v osadě Zimný)

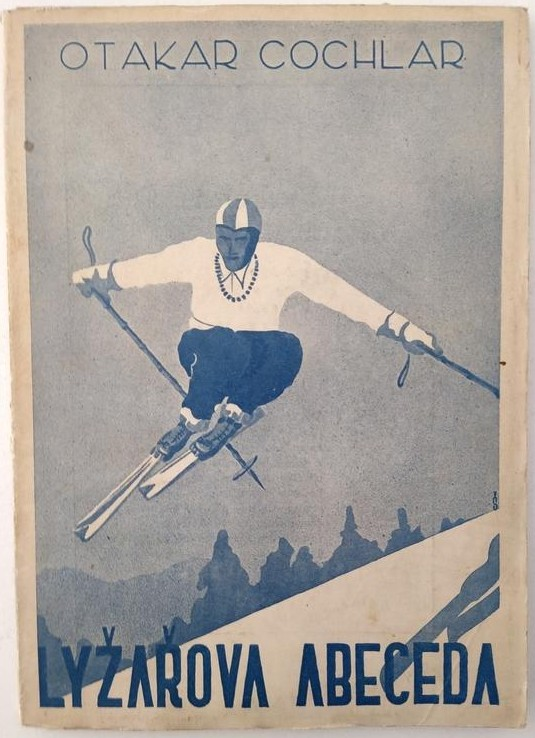
Otakar Cochlar - Lyžařova abeceda (vydal Ústřední spolek jednot učitelských v Brně 1934)

Otakar Cochlar (24. prosince 1909 Valašské Meziříčí – 27. května 1943 Vratislav) byl učitel na obecné škole, absolvent důstojnické školy, zpravodajský důstojník a nadporučík v záloze, člen Československého odboje Obrana národa, odsouzen ve Vratislavi k trestu smrti a 27. května 1943 popraven.

## Životopis
Otakar Cochlar se narodil 24. prosince 1909 ve Valašském Meziříčí, zde absolvoval obecnou a měšťanskou školu. Maturitu získal 17. 6. 1929 na učitelském ústavu. Po absolvování vojenské prezenční služby (1. října 1929 – 27. března 1931) u Horského pěšího praporu 9 v Košicích, kde s velmi dobrým prospěchem ukončil studium ve Škole pro důstojníky, byl ustanoven do funkce zpravodajského důstojníka v záloze. Dne 1. ledna 1938 byl jmenován nadporučíkem v záloze. Během všeobecné mobilizace nastoupil  23. září 1938 do Krkonoš.
Působil jako výpomocný učitel v Českém Těšíně, v roce 1931 přešel na obecnou školu do Tyry na Třinecku, kde zastupoval správce školy. Později na vlastní žádost odešel na III. obecnou školu v Návsí (osada Zimný pod Stožkem). V této horské škole, nejvýše položené v Slezských Beskydech, vyvíjel všestrannou činnost, mezi jiným zřídil se svými žáky pro oddech turistů, vystupujících z údolí Radvanova směrem ke Stožku, dřevěné lavice, jimž se říkalo „Cochlarovy lavičky“. Jeho velkou zásluhou bylo prosazení stavby nové školní budovy, protože stará škola byla umístěna v nevhodné dřevěné horské chalupě. Pro zřízení nové školy vyvinul veliké úsilí, psal memoranda a žádosti, psal do časopisů. Zařídil, aby všichni žáci dostávali polévku. Při této práci mu byla nápomocna i jeho manželka Eliška. Z rodinných důvodů odešli manželé Cochlarovi v roce 1935 do údolí na I. obecnou školu Návsí. Na novém působišti věnoval všechen svůj volný čas práci v Matici, v Sokole, propagaci turistiky a lyžařství. Vynikal i jako fotograf-amatér. Napsal a fotografiemi doplnil příručku Lyžařova abeceda, kterou vydal Ústřední spolek jednot učitelských v Brně roku 1934. Připravil jedny lyžařské závody mládeže a byl organizačně činný i v turistice.
Ve dnech 2. až 11. října 1938 byl příhraniční pás území o rozloze 869 km² (západní Těšínsko bez Frýdecka a Slezské Ostravy) připojen k Polsku. Během československo-polského sporu o Těšínsko musel Otakar Cochlar s manželkou tento kraj nedobrovolně opustit a do Návsí se již nevrátil. Odešel za svou rodinou do Vsetína a v prosinci 1938 nastoupil na nové místo na I. obecné škole ve Vsetíně. 
Ve Vsetíně neochabl ve své veřejné činnosti, věnoval se práci v ochotnickém divadle, ve Svazu lyžařů, propagoval vsacký kraj reportážemi a rozhlasovými relacemi. 

### Činnost v Československém odboji
Otakar Cochlar se dal do služeb československého odboje a zapojil se do organizace Obrana národa, spolu se svým vedoucím řídicím učitelem Drapalou. Dne 15. ledna 1940 byl zatčen a vězněn v Uherském Hradišti, v Brně (Kounicovy koleje), ve Vratislavi, na Mírově a ve Wolfenbüttlu. 26. října 1942 byl ve Vratislavi odsouzen k trestu smrti a 27. května 1943 byl popraven. Po osvobození byl vyznamenán Československým válečným křížem 1939 in memoriam.

## Báseň Otakara Cochlara
V prosinci 1938 v časopise Krásná země (č. 5) vyšla jeho báseň, v níž vyjadřuje touhu po návratu na krásné Těšínsko.
Až se vrátím
Až se vrátím,

půjdu zvolna,

jen co noha nohu mine

půjdu zvolna lesy Čantoryje,

abych pak
neunaven a usměvavý

rozjásal se písní do dálavy,

že už jsem zpátky.
Hory, slyšíte?

že už jsem tu a že zůstanu s vámi.

Ach, tam přes údolí

mi mává cípem mlhy Javorový,

abych nezapomněl,

že přítel můj byl dobrý,

když Girová mne oklamala mlhou,

falešnice milá.
Čí je ten kraj, ptám se?
Až se vrátím, odpoví mi Olza.

Zasměje se vlnkou, 

pozve mne svým klínem,

v Jablunkově, v Třinci, za Těšínem. 

Já se vrátím,

vrátím se k svým lidem…

radost stoupá srdcem,

slunce záři stínem.

## Dopis na rozloučenou
V den popravy ještě odeslal svým příbuzným tento dopis na rozloučenou.
Breslau, dne 27. května 1943.
Elušenko, maminko, děti moje milované, žiju posledních svých 6 hodin. Ve společné cele s oběma kamarády z Hrozenkova čekáme v požehnaném klidu, oddáni do vůle Páně. Milovaní, bolí mne srdce, ale vím, že budete stateční a řeknete si: „Co Bůh činí, dobře činí!“ Žijeme a umíráme jemu. Pán mi byl po celou dobu milostivý, a vím, že on mi mou minulost odpustil. Světu umírám pro rodnou hroudu a Vám proto, z čeho jsem se Vám vyzpovídal. Milí, obohatil jsem duši nesmírně a to bohatství neodejme mi ani tělesná smrt. Té jsem se nebál a nebojím, a tak pro svět umírá kapitán v záloze, ale také Vám syn, manžel a otec a to bolí, že jsem Vás přivedl do takové bolesti a takových starostí. Snadněji je zemříti než pochovávat. Ale Pán Bůh Vám dá sílu a my se zase sejdeme k dalšímu životu. Málo jsem na této zemi udělal, (půl řádku cenzurováno), ale prázdný můj život nebyl, ani před Pánem není bez světlých požehnaných míst. On byl stále se mnou a já ho včas nehledal. Ale dnes jsem někdo zcela nový, a proto odcházím klidně, jako z pokoje do pokoje. Věřte mi, mýlí se ten, kdo si myslí, že smrt je trest. „Neboj se toho, kdo tělo zahubí… (tři řádky cenzurovány). Milovaní, odpustil jsem z celého srdce všem, já nikdy neměl nikoho v nenávisti, vždy jsem všem bez rozdílu národnosti podal ruku a prosím Vás, aby ve Vás zůstalo totéž.
Láska je zákon a žijte jí. Eliško, veď děti k pravdě, lásce a čistotě. Vím, že na mne nezapomenete, měli jsme se tuze rádi, a proto také ty slzy v očích a srdci! Ale neplačme, ať mrtví pochovávají mrtvé. My žijeme v Pánu. A až se zahloubáš do Písma, a do té krásné Hajnovy knihy, poznáš, že duše je život, a ne tělo. Děkuji Vám všem za Vaši lásku. Tobě, maminko, za výchovu. Matka dělá z dětí lidi, ne otec. Vyrostl jsem bez otce a byl jsem člověk citový a toho je třeba. Majetku nemám. Žiji v mých dětech dál a to Ti, Eliško, dá sílu. Byla jsi mi symbolem čistoty. Eliško, z utrpení roste radost a požehnání boží. Dostane se Vám ho, Famulo, staříčci, Fickovi, Máňo. Vy všichni, moji milovaní jste mne sílili a Pán mi ukázal cestu. Pokorný poutník dojde dnes večer v 6.30 hodin svého cíle. Byl jsem voják pravdy a nastoupím do řad.
Mojí milí, voják Otala hlásí odchod. Děkuje znovu, líbá a hladí. Víte, že jsem Vás miloval a Vy mne. Bože, jak klidni jsme! Ta síla! To je nepochopitelné, co činí víra. Smrti, kde je osten tvůj? Zvítězil jsem, milovaní, díky Vám.
Jarečko a Jirko! Tatínek musí k Pánu Bohu. Posílá Vám pusénky, poslední pohlazeni a požehnání. Buďte pravdomluvní, nelžete a nekraďte! Buďte čistí v srdci! Bolí Tě srdce, jdi k mamince. Maminka vždy pohladí, pomůže. Váš tatínek - voják pravdy boží. Eliško, buď jim přísná a veď je k práci a k důslednosti. Maminko, Eliško, děti, staříčci, Meziříčí, zdravím a líbám. Bůh dobrotivý, žehnej a dávej sílu. Slova jsou prázdná — láska vše.
Váš Otala

## Památka
- Vyznamenání Československý válečný kříž 1939 in memoriam.
- Před bývalou obecnou školou v Návsí (v osadě Zimný pod Stožkem) je památník umučeným učitelům Otakarovi Cochlarovi a Jindřichu Škodovi.[2]
- Jeho jméno je uvedeno na pomníku obětí okupace z řad členů Sokola ve Vsetíně a na pomníku na náměstí Svobody v tomto městě[5]